# 贝茨豪森
贝茨豪森是德国莱茵兰-普法尔茨州的一个市镇。总面积2.37平方公里，总人口191人，其中男性86人，女性105人（2011年12月31日），人口密度81人/平方公里。